# Вестерраде
Вестерраде (нем. Westerrade) — община в Германии, в земле Шлезвиг-Гольштейн. 
Входит в состав района Зегеберг. Подчиняется управлению Трафе-Ланд.  Население составляет 474 человека (на 31 декабря 2010 года). Занимает площадь 5,63 км².